# 路虎攬勝
荒原路華攬勝（英語：Land Rover Range Rover）是荒原路華自1970年开始生产的豪華SUV，现已开发至第五代（在2021年倫敦皇家歌劇院亮相）。其第一代在1970至1996年间销售、第二代在1994至2002年销售、第三代在2001至2012年间销售、第四代在2012至2021年間销售。此外，其下已开发出路虎揽胜极光、路虎攬勝星脈和荒原路華攬勝運動版等各車型。

## 歷史
荒原路華創始公司羅孚在1951年就开始开发大型荒原路華汽车，但这一想法在1958年被其放弃。直到1966年该公司的工程师查理·斯宾塞·金（Charles Spencer King）才开始重新研发。
荒原路華攬勝的原型在1967年制造出来，车牌为SYE 157F。具体设计在1969年敲定。1970年面世，70年代早期羅浮宫曾展过出一辆荒原路華攬勝，称其为现代工业设计的范例。

## 第一代荒原路華攬勝 (1969)

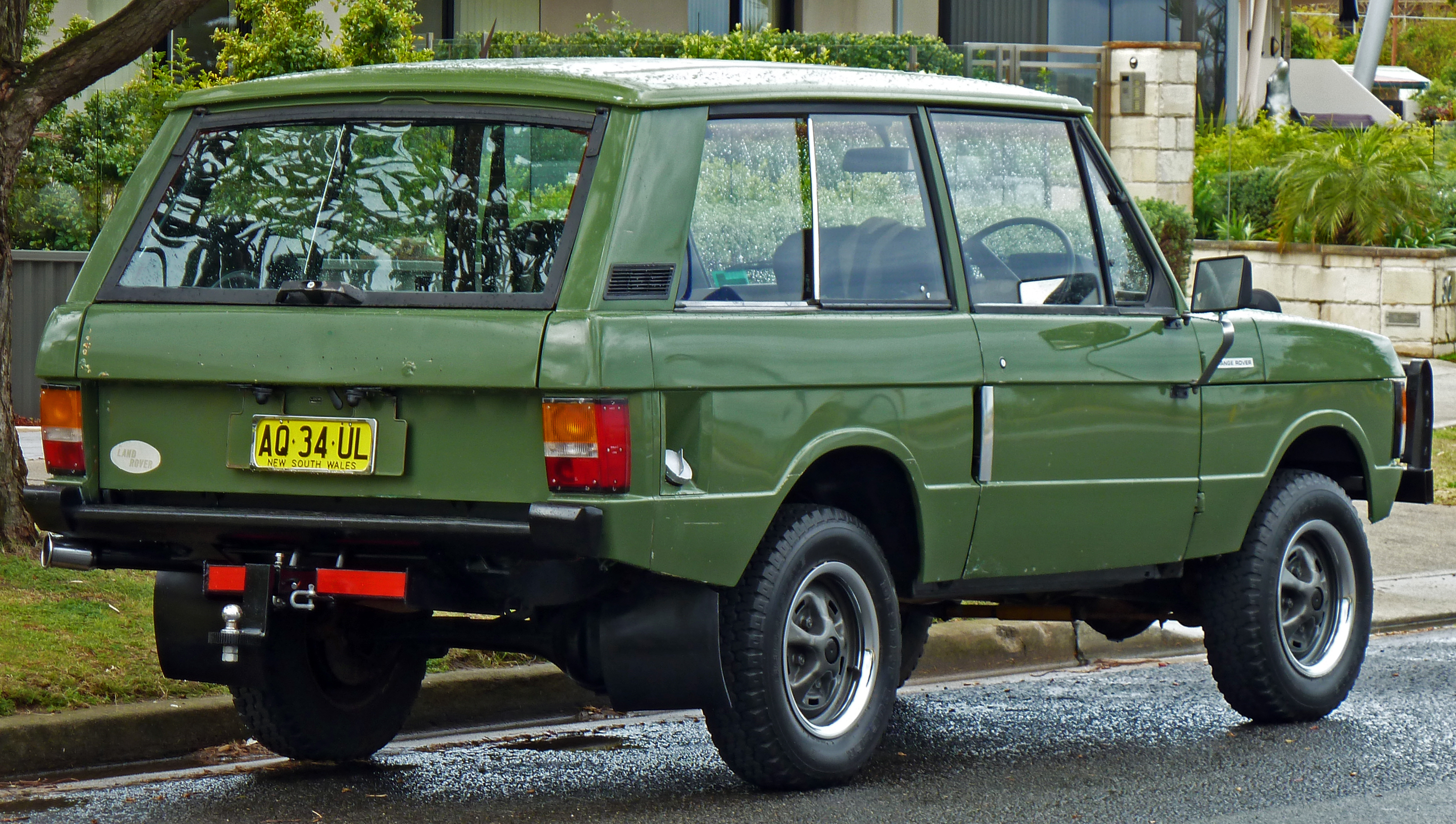
3門荒原路華攬勝 (澳大利亞)

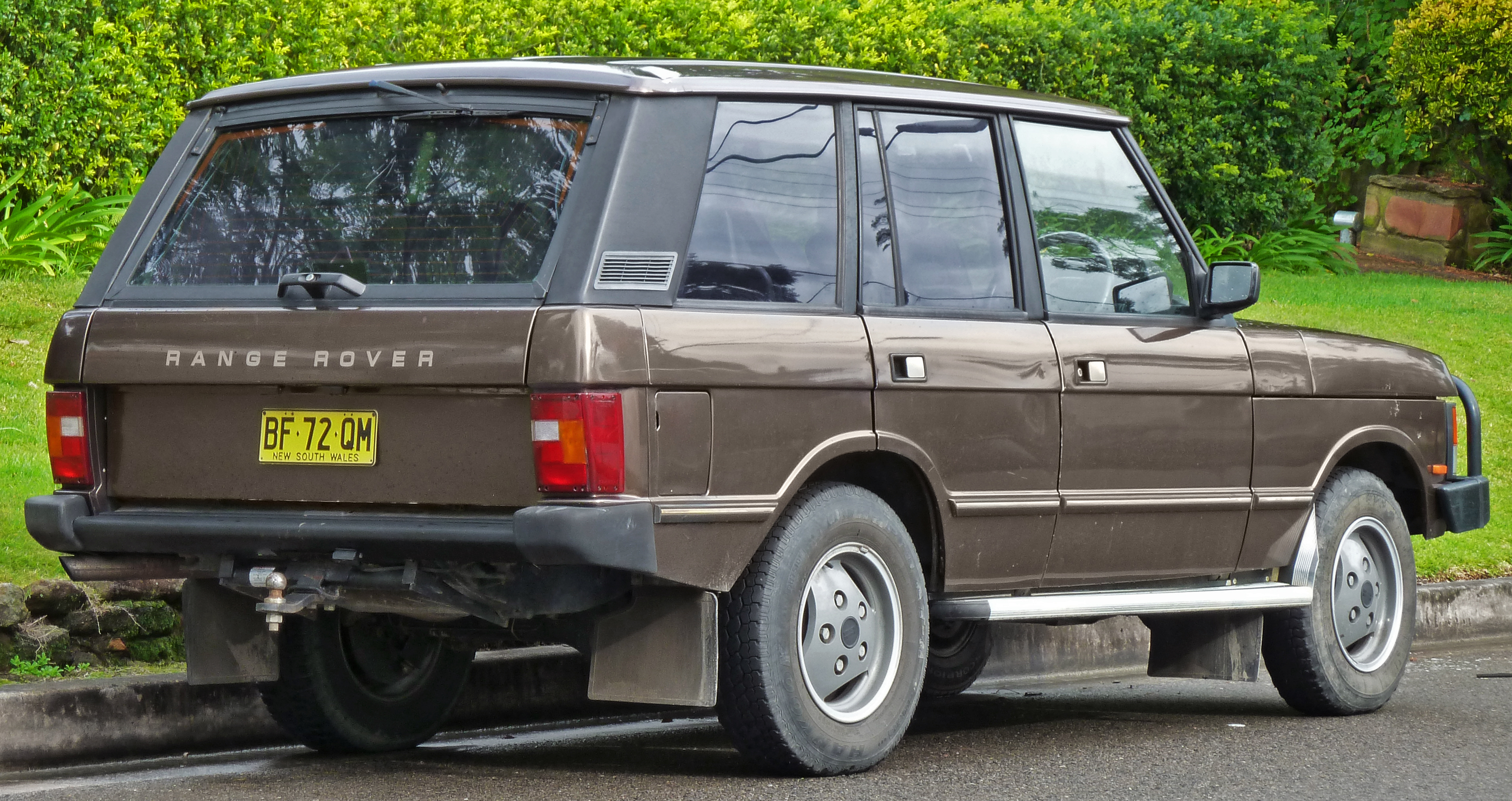
5門荒原路華攬勝 (澳大利亞)

## 第二代荒原路華攬勝 (1994)

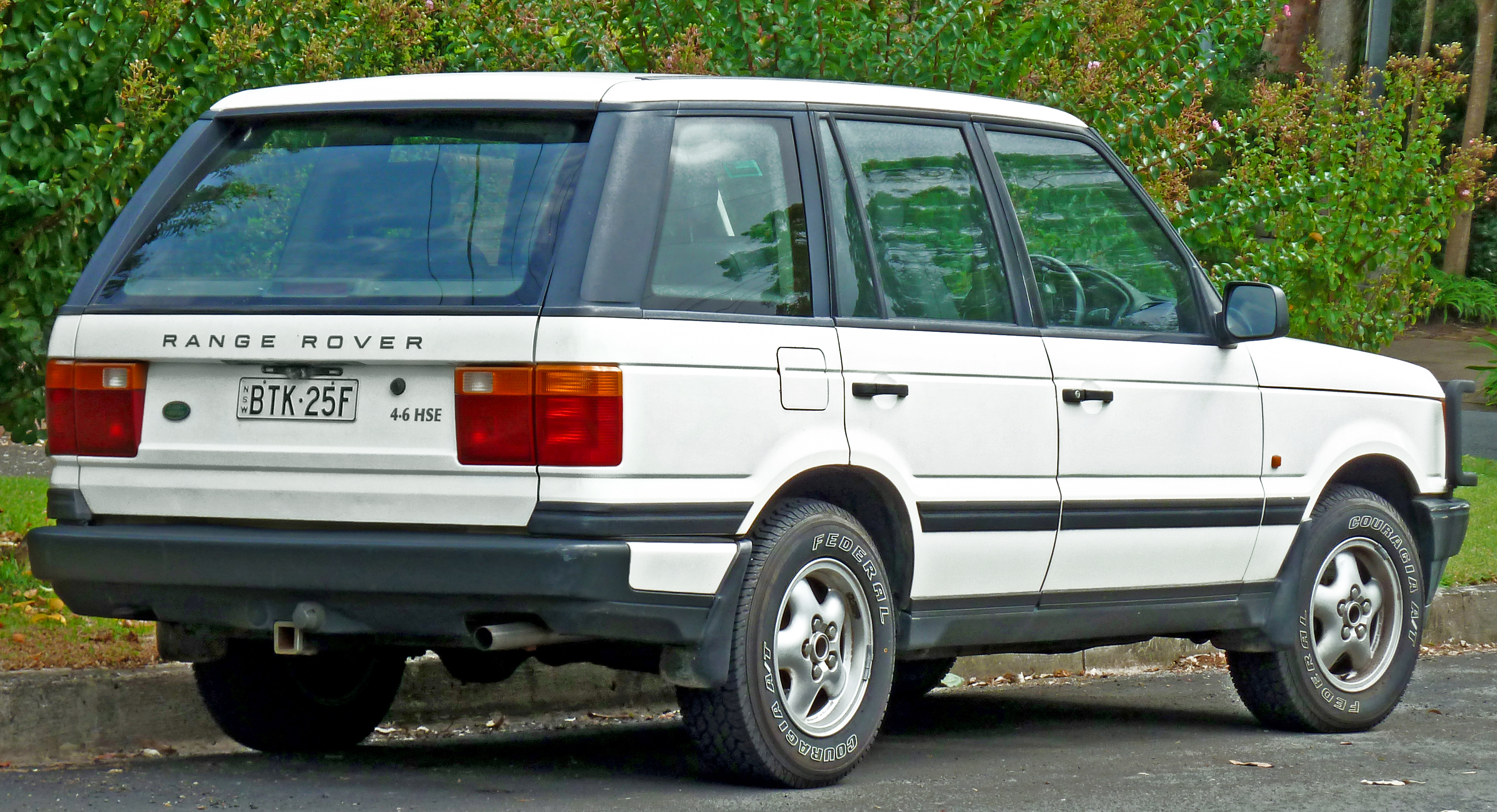
荒原路華攬勝 4.6 HSE (澳大利亞)

## 第三代荒原路華攬勝 (2001)

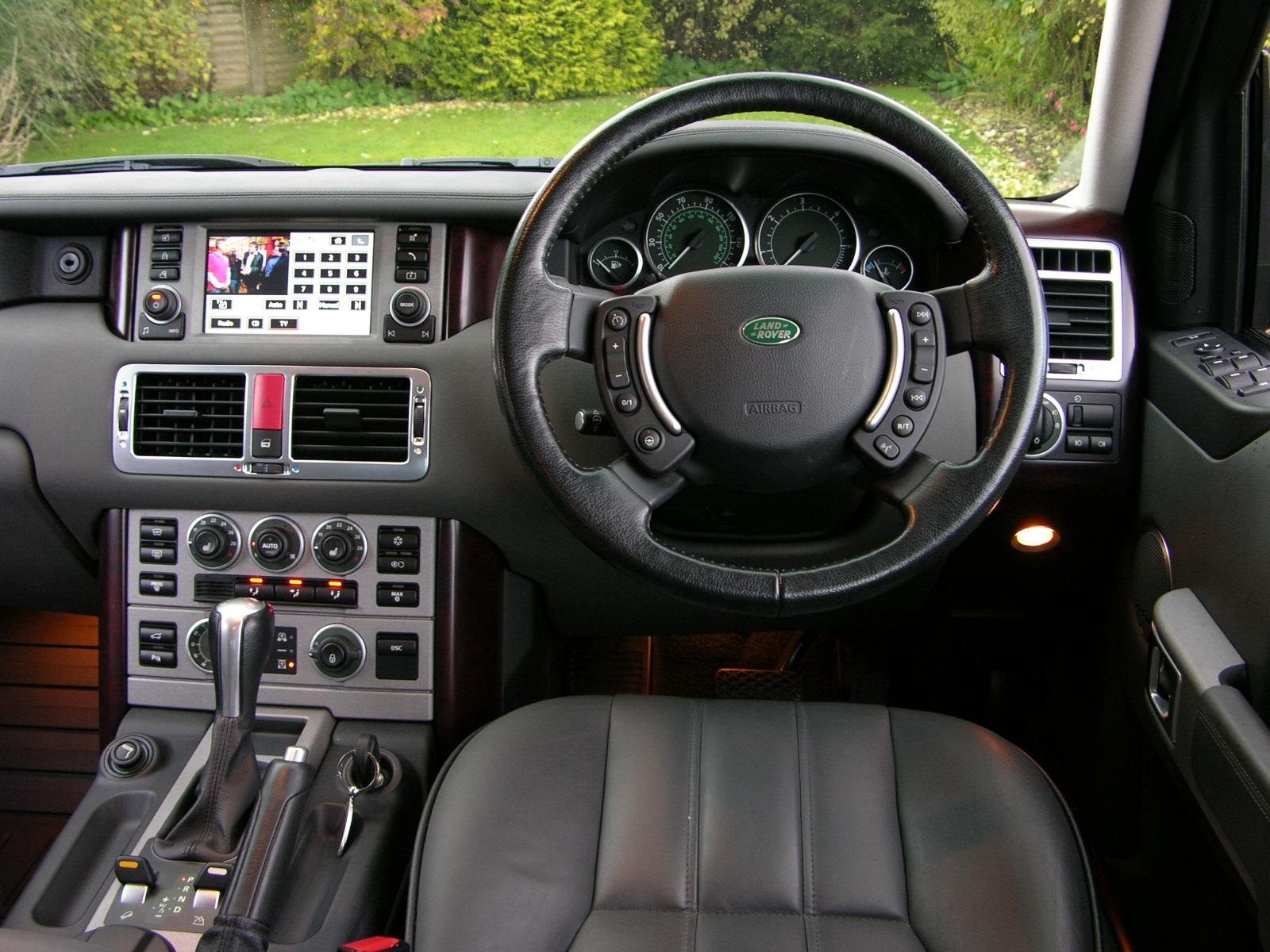
內裝

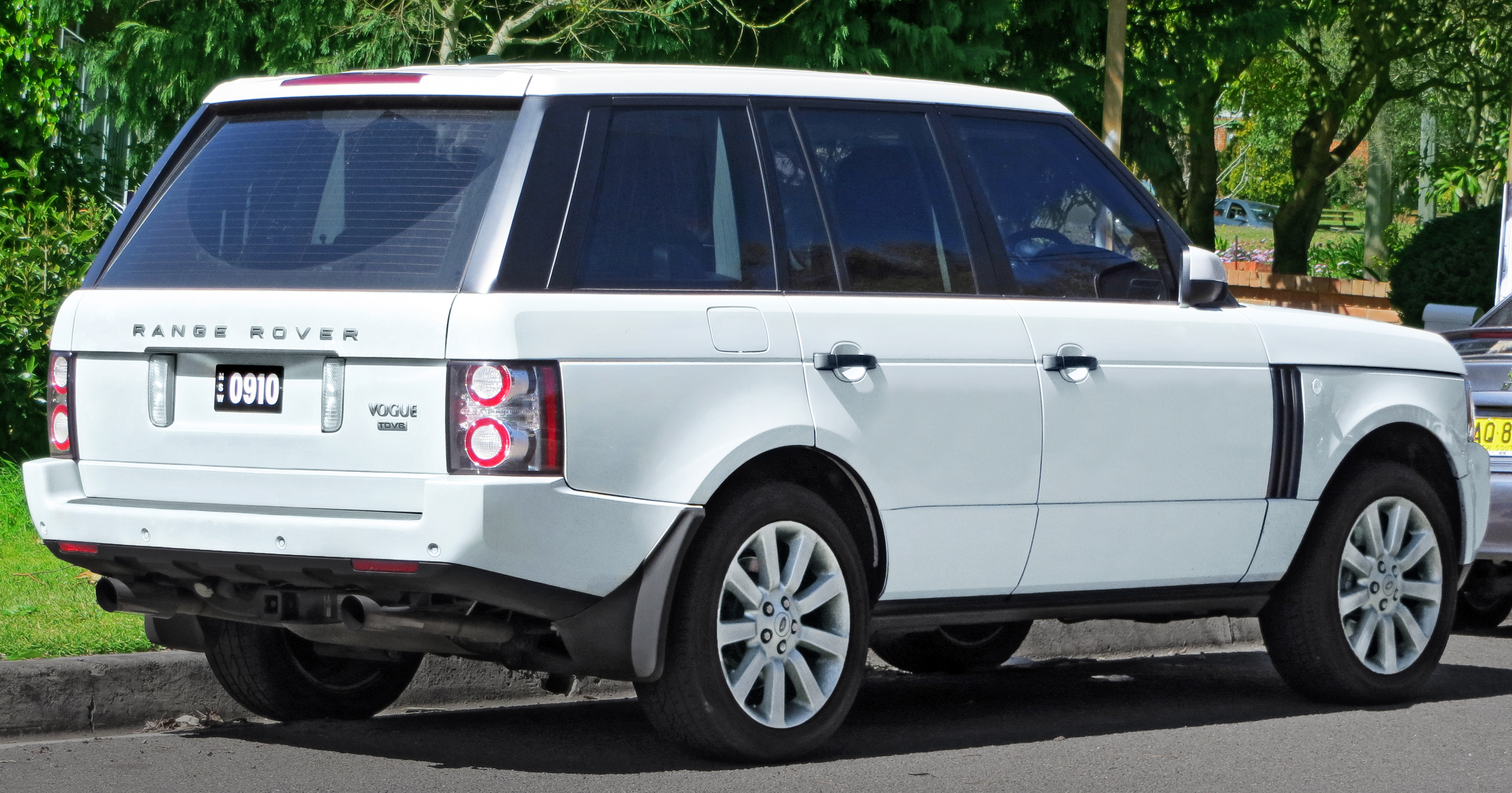
荒原路華攬勝 (澳大利亞)

## 第四代荒原路華攬勝 (2012)

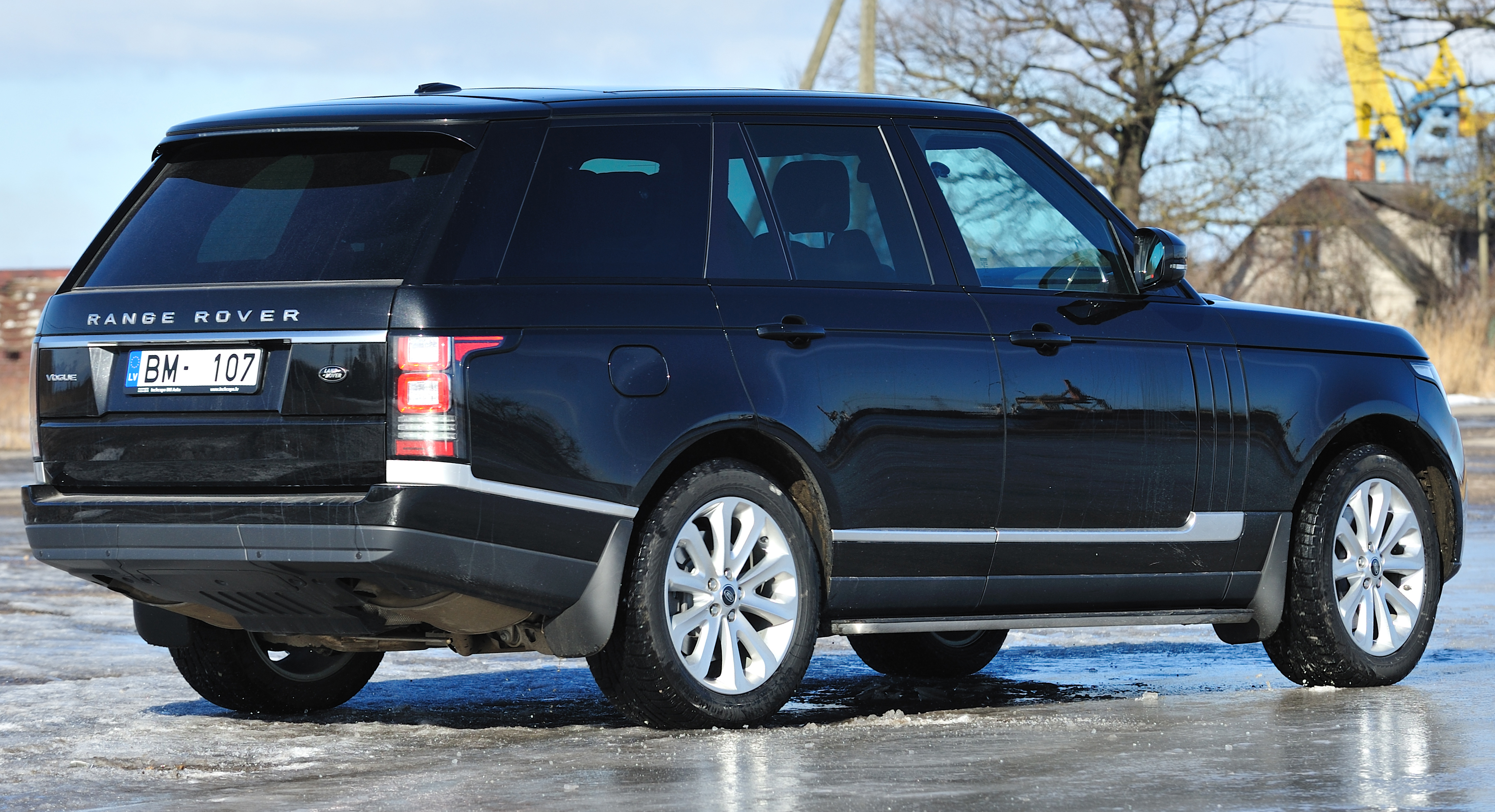
2013年荒原路華攬勝

## 銷售量
| 歷年 | 銷售量  |
| ---- | ------- |
| 2009 | 22,001  |
| 2010 | 23,602  |
| 2011 | 29,626  |
| 2012 | 27,496  |
| 2013 | 45,077  |
| 2014 | 53,738  |
| 2015 | 60,226  |
| 2016 | 55,728  |
| 總共 | 317,494 |